# Буковцево
Буковце́во (укр. Буківцьово) — село в Дубриничско-Малоберезнянской сельской общине Ужгородского района Закарпатской области Украины.
Население по переписи 2001 года составляло 235 человек. Почтовый индекс — 89043. Телефонный код — 03135. Занимает площадь 40 км². Код КОАТУУ — 2120880401.